# Michaël Sik Yuen
Michaël Sik Yuen est un homme politique mauricien.

## Parcours politique
Formé à Montréal, il a aussi été maire de Curepipe, ministre des Entreprises, des Coopératives et de la Protection des Consommateurs jusqu'en 2011, puis ministre du Tourisme jusqu'en 2014. 
En décembre 2013, il a quitté le Parti Social Démocrate Mauricien (PSDM). En novembre 2014, il s'est affirmé sino-mauricien en présentant sa candidature aux législatives de décembre 2014, pour obtenir son ticket dans la circonscription n°17,, ce qui a fait l'objet d'une contestation, sans succès, par ses adversaires. La Constitution de 1968 reconnaît officiellement quatre communautés à l’Île Maurice: les Hindous, les Musulmans, les Sino-Mauriciens, et, catégorie la plus complexe, la Population générale (qui regrouperait les familles présentes sur l’île avant l’arrivée des Britanniques, ou, tout au moins, les familles n'appartenant pas aux autres communautés). Aux élections législatives précédentes, en 2010, il s'était déclaré issu de la Population générale.
Michaël Sik Yuen est finalement battu à ces législatives de décembre 2014.